# Schlimia condorana
Schlimia condorana är en orkidéart som beskrevs av Dodson. Schlimia condorana ingår i släktet Schlimia och familjen orkidéer. Inga underarter finns listade i Catalogue of Life.